# Brividi
«Brividi» (с итал. — «Мурашки») — сингл итальянских певцов Мамуда и Бланко. Песня была выпущена 2 февраля 2022 года на лейблах Island Records и Universal Music в качестве конкурсной заявки для 72-го фестиваля итальянской музыки в Сан-Ремо. В финале конкурса песня заняла первое место, став для Мамуда второй победой на этом фестивале — до этого он побеждал в 2019 году с песней «Soldi». Впоследствии «Brividi» также стала конкурсной заявкой Италии для участия в конкурсе песни «Евровидение-2022» в Турине.
Песня побила рекорд по количеству прослушиваний за один день в Spotify в Италии, а также попала в мировые чарты достигнув пятой строчки в Spotify Global Top 50 и пятнадцатой позиции в Billboard Global 200. Композиция также получила платиновый статус в Италии.

## Создание и релиз
Мамуд стал широко известен в Италии в 2019 году, после того, как он победил на фестивале в Сан-Ремо, а также занял второе место на конкурсе песни «Евровидение-2019» с песней «Soldi», уступив победу Дункану Лоуренсу, исполнившему «Arcade». Бланко получил высокую популярность в 2021 году, когда его дебютный альбом Blu celeste возглавил итальянский альбомный чарт и получил тройную платиновую сертификацию. Сотрудничество между ними началось благодаря общему продюсеру, Микеланджело, с которым они оба работали. Припев для новой композиции был создан ими совместно, а затем они продолжили работу над песней отдельно друг от друга.
В декабре 2021 года Амадеус, ведущий фестиваля в Сан-Ремо, объявил о том, что Мамуд и Бланко примут участие в 72-м фестивале в Сан-Ремо в феврале 2022 года, после чего они сразу же попали в число фаворитов предстоящего конкурса. В финале, который прошёл 5 февраля 2022 года, они одержали победу, обойдя Элизу и Джанни Моранди, занявших второе и третье места соответственно. По традиции, RAI — итальянское радио и телевидение — даёт формальное приглашение победителям фестиваля в Сан-Ремо стать представителями Италии на предстоящем «Евровидении». На пресс-конференции, проходившей после окончания фестиваля, Мамуд и Бланко подтвердили, что они приняли предложение национального телевещателя, и представят страну в финале конкурса «Евровидение-2022», который пройдёт в Турине в мае 2022 года.

### Тема песни
В тексте песни говорится о свободе любить и выражать эту любовь без ограничений, не боясь собственных ошибок и недостатков. Припев противопоставляет желание «любить тебя» (ti vorrei amare) с осознанием частоты своих ошибок (ma sbaglio sempre), вызывая чувство «мурашек» (e mi vengono i brividi).

### Музыкальное видео
Музыкальный видеоклип для песни был снят режиссёром Аттилио Кузани и выложен 2 февраля 2022 года на YouTube-канал Мамуда. Съёмки видео проходили в Амстердаме и в концертном зале Musis в Арнеме. За первые две недели после выхода клип набрал 25 миллионов просмотров на YouTube.

## Коммерческий успех
В первый же день после выхода, композиция попала на пятую строчку глобального чарта Spotify Global Top 50 и побила рекорд этой платформы, набрав там более 3,3 млн прослушиваний и тем самым став песней с наибольшим количеством прослушиваний за 24 часа на территории Италии в Spotify. Впоследствии, в период с 4 по 6 февраля, песня стала самым прослушиваемым дебютным релизом в Spotify в мире, возглавив Top Songs Debut Global. Первую платиновую сертификацию, присуждённую FIMI и эквивалентную 100 000 единиц продаж, песня получила 14 февраля 2022 года.

## Список композиций
| №  | Название  | Длительность |
| -- | --------- | ------------ |
| 1. | «Brividi» | 3:19         |

## Чарты
| Чарт (2022)                                | Высшая позиция |
| ------------------------------------------ | -------------- |
| Хорватия (HRT)                             | 21             |
| Европа (Billboard Euro Digital Song Sales) | 1              |
| Мир (Billboard Global 200)                 | 15             |
| Греция (IFPI)                              | 28             |
| Исландия (Plötutíðindi)                    | 8              |
| Израиль (Media Forest)                     | 4              |
| Италия (FIMI)                              | 1              |
| Литва (AGATA)                              | 3              |
| Люксембург (Billboard)                     | 11             |
| Нидерланды (Dutch Single Tip)              | 2              |
| Португалия (AFP)                           | 170            |
| Испания (PROMUSICAE)                       | 95             |
| Швеция (Sverigetopplistan)                 | 59             |
| Швейцария (Schweizer Hitparade)            | 1              |
| Великобритания (OCC UK Singles Downloads)  | 65             |

## Сертификации
| Регион                                                                      | Сертификация  | Продажи |
| --------------------------------------------------------------------------- | ------------- | ------- |
| Италия (FIMI)                                                               | 2× Платиновый | 200 000 |
| Данные о продажах + прослушиваниях приведены только на основе сертификации. |               |         |